# Desjejum

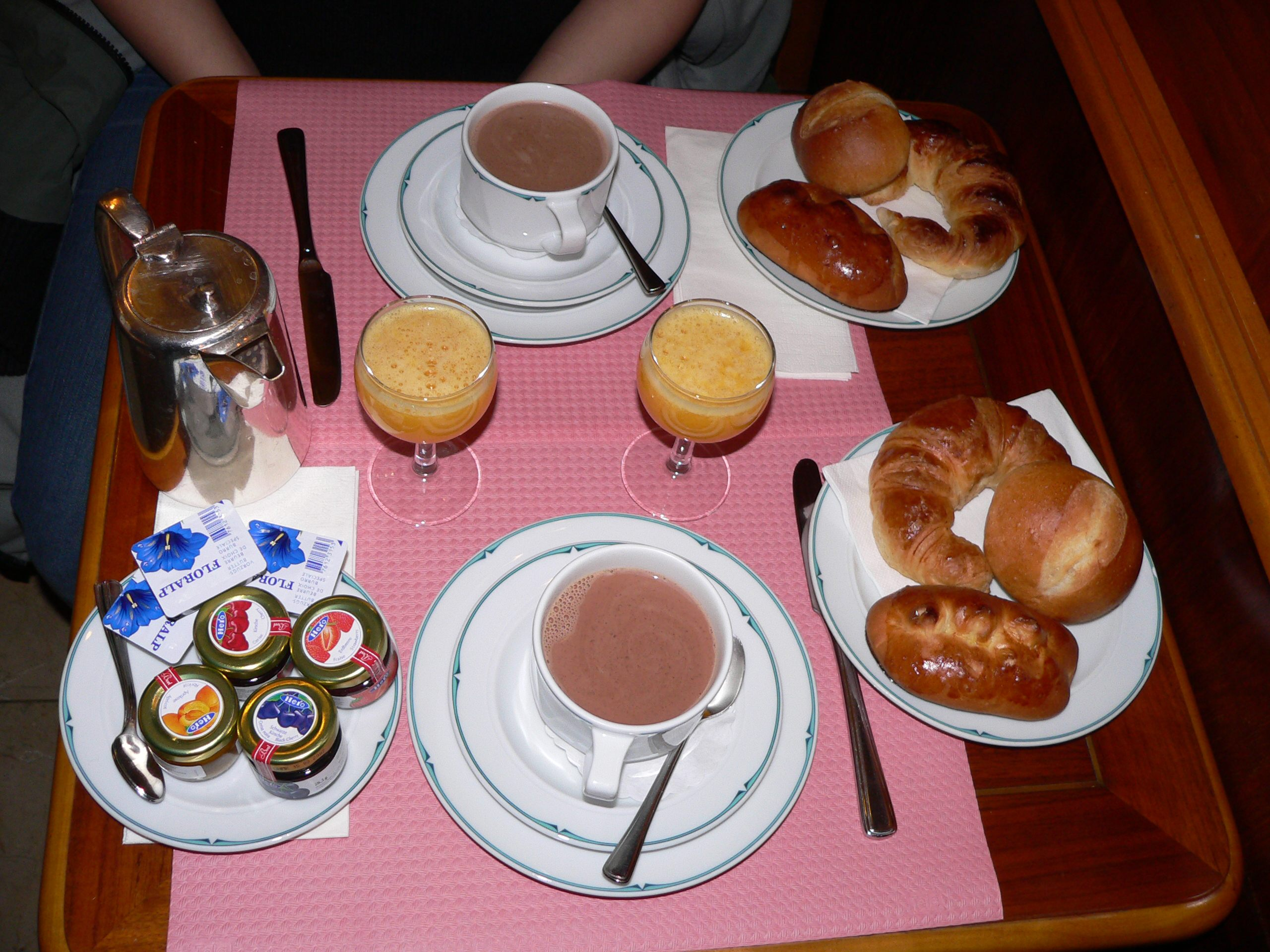
Desjejum

O desjejum ou dejejum, é a primeira refeição do dia, consumida geralmente de manhã.

## Outros nomes, grafias e etimologia
Além da grafia «desjejum», este substantivo também pode ser grafado desjejua, desjejuadoiro e desjejuadouro
Nos diversos países lusófonos, esta refeição é conhecida por diferentes nomes, tais como: quebra-jejum, mata-bicho  (português angolano e moçambicano), almorço (galego), pequeno-almoço (português europeu) ou café da manhã (português brasileiro).

### Etimologia
Desjejum vem do latim vulgar disjejunare, resultando da aglutinação dos étimos latinos clássicos dis- (ruptura; divergência; negação) e iēiūno (jejuar), significando, assim «quebra do jejum», ou seja, representa a quebra do jejum mantido durante o sono. 

### Línguas estrangeiras
O étimo latino disjejunare também deu origem ao francês déjeuner com o mesmo significado na Bélgica, na Suíça e no Canadá, mas não em França, onde significa almoço. Para identificar a primeira refeição tomada no dia, em francês de França, opta-se pela designação "petit-déjeuner".
Em castelhano, da mesma expressão latina, surgiu a palavra desayuno, com o mesmo significado; da mesma maneira, a expressão inglesa breakfast demonstra ter um processo semelhante de formação linguística: (break, "quebrar" e fast, "jejum"). 
Em algumas línguas nórdicas, o desjejum é designado como "comida da manhã", (morgunmatur, em islandês e morgenmad, em dinamarquês).

## Características

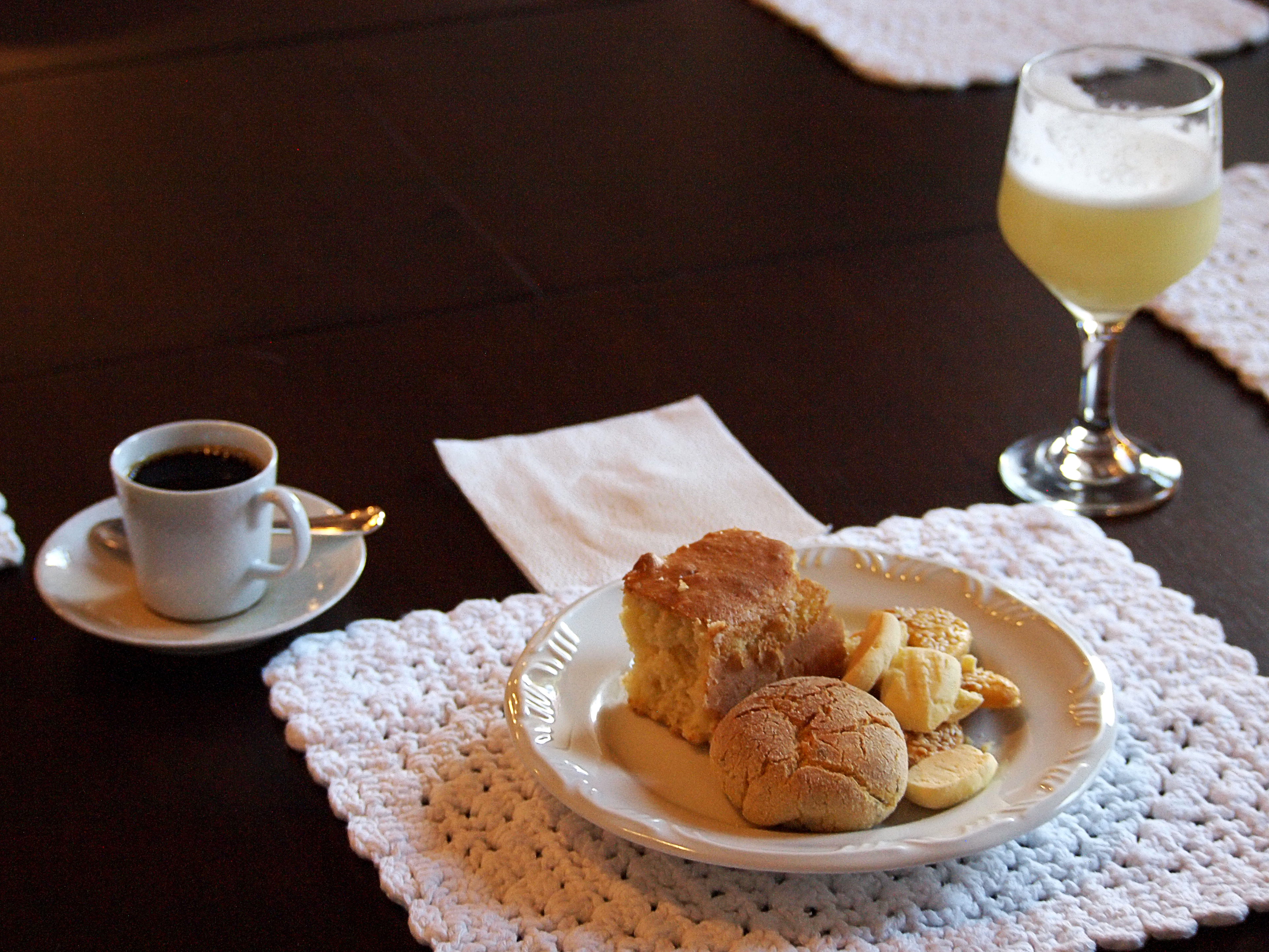
Café da manhã no Brasil

A composição do desjejum varia muito com as culturas e tem variado com as modificações da sociedade, devidas ao desenvolvimento e novas maneiras de viver. No mundo rural, a primeira refeição era composta dos restos do jantar da véspera, ou de uma sopa feita com estes, servida aos membros da família que saíam cedo de casa para o trabalho ou para a escola, por vezes longe de casa. Na cidade, o desjejum é geralmente mais simples — café, chá ou leite, acompanhando algum tipo de pão com manteiga e doce de fruta, por frutas, por vezes algum tipo de suco. Outro componente desta refeição são os cereais, às vezes na forma de müsli, ou em flocos.
No entanto, isto varia com os países e reflete-se na hotelaria: é comum, num hotel, ser oferecida a opção entre um continental breakfast ("desjejum continental"; pão com manteiga e algum tipo de doce) e um desjejum americano, britânico ou inglês, que pode incluir ovos, bacon, salsichas e feijões com molho doce, sempre acompanhado de café ou chá. A designação desjejum continental deriva de uma visão britânica da Europa continental como entidade separada das Ilhas Britânicas, sendo esse tipo de desjejum geralmente associado a essa parte da Europa pelos britânicos.

## Desjejum por localidade

### África lusófona
Designa-se por «mata-bicho» ou mesmo «mata-bichar», o acto de tomar uma bebida alcoólica em jejum, logo pela manhã, ou, ainda, de se ingerir qualquer tipo de alimento ou bebida, logo ao acordar. O termo ainda se usa, se bem esteja em declínio, em zonas rurais em Portugal, sendo o termo mais comum em uso na maioria dos PALOP.

#### Etimologia de mata-bicho
A origem deste termo é problemática, de acordo com Orlando Neves, no seu «Dicionário de Expressões Correntes», que aventa a seguinte tese para a sua etimologia:
«Matar o bicho provém de, em jejum, o vazio do estômago se manifestar como se dentro dele estivesse um bicho que o 'mata-bicho' mataria. A sensação de vacuidade do estômago também é comparada ao roer de ratos dentro daquela víscera.»
Em todo o caso, este autor não descarta a possibilidade de haver uma relação analógica entre a expressão portuguesa «matar o bicho», com a locução coloquial castelhana «matar el gusanillo».
Ladislau Batalha, por seu turno, cita o autor do «Dictionnaire des locutions françaises», Maurice Rat, a respeito da locução popular francesa «tuer le ver» ("matar o verme"), que tem o mesmo sentido que «matar o bicho», traçando, também aí, um paralelismo entre os dois aforismos.
Nesta toada, Ladislau Batalha relembra que no passado era atribuído ao consumo de bebidas alcoólicas propriedades preventivas contra doenças e epidemias, a coloquial "bicheza". Nessa obra francesa, citada por Batalha, faz-se um relato dos princípios do século XVI, em que uma fidalga francesa da corte, teve uma morte suspeita, que suscitou que o se corpo fosse necropsiado. Durante a autópsia, ter-se-ia descoberto um verme a remexer-lhe no coração. O físico da corte teve por bem imergir o animal em aguardente, matando-o. Doravante, generalizou-se a crença na corte francesa de que o consumo de bebidas alcoólicas, fosse vinho ou aguardente, para quebrar o jejum, a fim de prevenir problemas de saúde.
No mesmo sentido, mas com fonte diferente, Alberto Bessa, autor da obra «A giria portugueza: esboço de um diccionario de "Calão», faz referência a um episódio histórico do século VIII, em Castela, por ocasião de uma epidemia tida por misteriosa, que grassava pelo reino.
Para tomar conta da situação, foi incumbido D. Gustavo Garcia, escanado e reconhecido físico da corte. Depois de inúmeras tentativas e aturadas investigações, encontrou-se nas tripas de um cadáver um verme vivo. Ajuizou o médico medieval que seria aquele bicho o responsável pela peste que assolava pelo reino. Para matar o bicho, depois de o ter mergulhado debalde em inúmeros líquidos, D. Gustavo decidiu imergi-lo em aguardente. Método que se mostrou eficaz, porquanto o verme morreu de imediato. Mercê desta descoberta, promoveu-se o consumo de aguardente, para quebrar o jejum, pela manhã.

### Portugal
Historicamente, desde o século XIV, que em Portugal a primeira refeição dava pelos nomes de parva, dejejuadouro, quebra-jejum, desjejum e mata-bicho, designações que alternavam consoante a região. De um modo geral, todas as variantes consistiam em refeições parcas e simples, que podiam resumir-se a azeitonas com pão, ou talvez até um pouco de queijo ou toucinho, em alturas de maior fartura, amiúde acompanhadas de um gole de bebidas alcoólicas fortes, por sinal, a aguardente. Eram geralmente relegadas aos trabalhadores agrícolas, antes de se irem para a lavoura. Podia haver uma sazonalidade destas refeições. Segundo alguns autores, só havia lugar a estas refeições no Verão, altura em que o trabalho começava mais cedo.
Ao passo que o termo desjejum está mais associado às regiões do Minho e Trás-os-Montes, o termo mata-bicho, ou mesmo a locução «matar o bicho» aparece já mais associada às regiões das Beiras e do Alto Alentejo.
A parva, nome usado na Estremadura e no litoral alentejano, consistia numa refeição pobre, que podia resumir-se a azeitonas com pão e aguardente. Dava-se aos ganhões e aos jornaleiros antes do almoço, que era a primeira refeição grande do dia.